# Batorowo (powiat złotowski)
Batorowo – wieś w Polsce, położona w województwie wielkopolskim, w powiecie złotowskim, w gminie Lipka.
W latach 1954–1961 wieś należała i była siedzibą władz gromady Batorowo, po jej zniesieniu w gromadzie Stare Gronowo. W latach 1975–1998 miejscowość należała administracyjnie do województwa pilskiego.
We wsi znajduje się zabytkowy, drewniany kościół pw. Dobrego Pasterza zbudowany w latach 1783–1786, dawniej ewangelicki, od 14 lipca 1946 roku jako rzymskokatolicki. Kościół konstrukcji słupowo-ramowej wypełnionej cegłą, salowy. Od frontu wieża z hełmem w barokowym stylu. Ołtarz i ambona w stylu rokoko. Obok kościoła znajduje się drewniana dzwonnica z XVIII w.